# Messápios

Mapa das línguas itálicas antigas.

Os Messápios eram uma tribo antiga que habitava a zona meridional da Apúlia antes da conquista por parte de Roma. O seu território era chamado de Messápia. As suas cidades principais eram Uzentum (actual Ugento), Rudiae (actual Lecce), Brundísio (actual Brindisi) e Hyria.
Embora Julius Pokorny tenha proposto a hipótese que significa povo entre dois mares, não se conhece bem a origem do seu nome.

## História

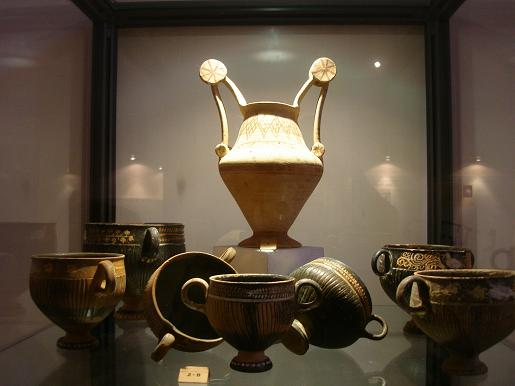
Cerâmica Messápica, Centro de documentação messápica Oria.

Heródoto refere a tradição que algum tempo após a morte do rei Minos, alguns cretenses se extraviaram da frota e navegaram até Sicania (Sicília). Depois de 5 infrutuosos anos de cerco à cidade de Cámico, os cretenses deixaram a ilha e navegaram de volta a casa quando foram apanhados por uma tempestade junto á costa do que mais tarde se tornou a Iapígia. A tempestade lançou-os á costa e destruiu todos os seus barcos. Não tendo forma de regressar a Creta, fundaram a cidade de Hyria e mudaram o seu nome de cretenses para Messápios Iapígios.
A verdadeira origem dos messápios é controversa. A teoria com maior peso diz que estes descendem dos Ilírios tendo chegado através do canal de Otranto cerca de 1000 a.C.
Depois de Hyria outras cidades foram fundadas e algumas foram assediadas pelos Tarentinos. No ano de 473 a.C. os Messápios Iapígios devido à superioridade da sua cavalaria derrotaram um importante exército de Tarentinos.
As cidades messápias eram independentes entre si e mantinham relações comerciais com as comunidades gregas.
Na guerra de Atenas contra Siracusa o rei mesápio Arta proporcionou aos Gregos um contingente de 150 lanceiros Messápios, tendo-se assim renovado o pacto de amizade (413 a.C.).
Mais tarde os Messápios foram conquistados pelos Romanos e absorvidos pela população latina e grega.

## Língua
O messápico, aparece num total de 260 inscrições, remontando a mais antiga a aproximadamente a 600 a.C. A ligação com o ilírio reside principalmente na onomástica, uma vez que não foram deixados escritos em ilírio. O messápico extingue-se após a conquista do Salento por Roma, e a introdução do latim.